# Nado sincronizado nos Jogos Pan-Americanos de 1987
As competições de nado sincronizado nos Jogos Pan-Americanos de 1987 foram realizadas em Indianápolis, Estados Unidos. Esta foi a sétima edição do esporte nos Jogos Pan-Americanos. 

## Individual
| POSIÇÃO | NADADORA               | PONTOS  |
| ------- | ---------------------- | ------- |
|         | Tracie Ruiz (USA)      | 195.484 |
|         | Sylvie Fréchette (CAN) | 188.184 |
|         | Teresa Pérez (CUB)     | 178.151 |

## Dueto
| POSIÇÃO | NADADORAS                               | PONTOS  |
| ------- | --------------------------------------- | ------- |
|         | Karen Josephson & Sarah Josephson (USA) | 192.117 |
|         | Karen Fonteyne & Karn Sribney (CAN)     | 183.450 |
|         | Lourdes Candini & Susana Candini (MEX)  | 177.517 |

## Equipes
| POSIÇÃO | NAÇÃO              | PONTOS  |
| ------- | ------------------ | ------- |
|         | USA Estados Unidos | 190.598 |
|         | CAN Canadá         | 183.777 |
|         | MEX México         | 174.858 |

## Quadro de medalhas
| Posição | Nação              |   |   |   | Total |
| ------- | ------------------ | - | - | - | ----- |
| 1       | USA Estados Unidos | 3 | 0 | 0 | 3     |
| 2       | CAN Canadá         | 0 | 3 | 0 | 3     |
| 3       | MEX México         | 0 | 0 | 2 | 2     |
| 4       | CUB Cuba           | 0 | 0 | 1 | 1     |
| Total   | Total              | 3 | 3 | 3 | 9     |